# Liste des poissons à Wallis-et-Futuna

Localisation de Wallis-et-Futuna en Océanie.

Pour des articles plus généraux, voir Liste des poissons en Océanie et Faune à Wallis-et-Futuna.
Cette liste recense l'ichtyofaune à Wallis-et-Futuna. Elle répertorie les espèces de poissons wallisiens et futuniens actuels et celles qui ont été récemment classifiées comme éteintes (à partir de l'Holocène, depuis donc 11 700 ans av. J.‑C.). 

## Contexte

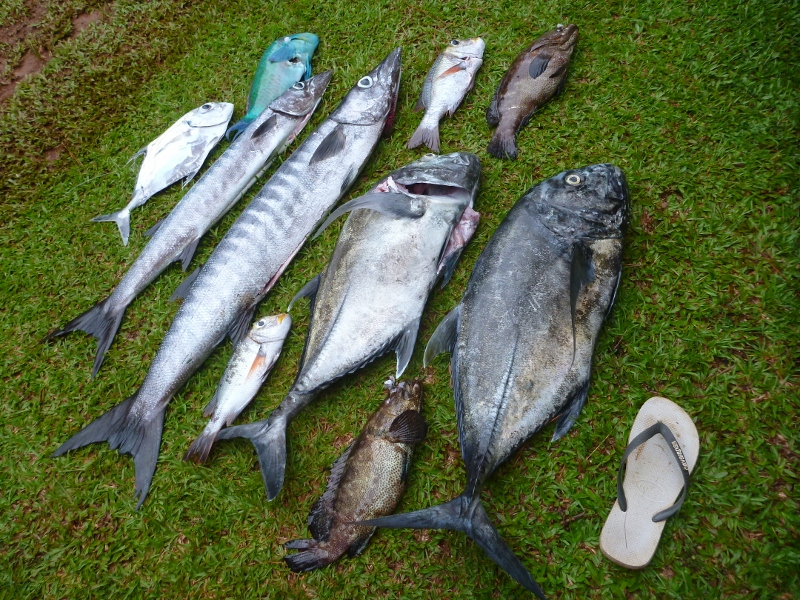
Différents poissons pêchés à Wallis en 2012 ; une tong permet d'avoir une idée de leur taille.

Parmi les poissons les plus importants dans la culture wallisienne figurent les anguilles, notamment les anguilles sombres présentes dans le lac Lalolalo.
Le linguiste Karl Rensch a recueilli dans les années 1980 les noms vernaculaires des poissons de Wallis.

## Liste

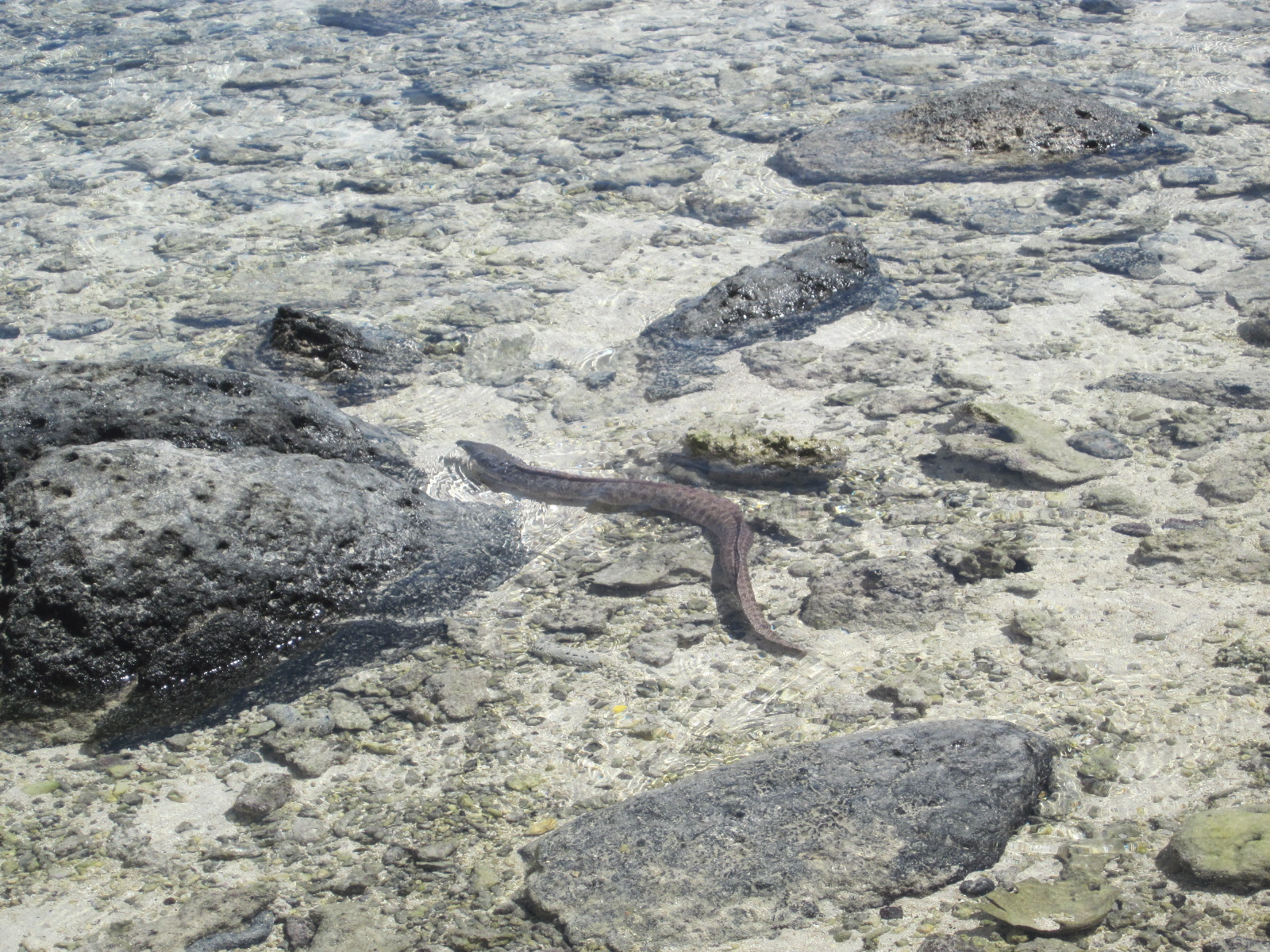
Grande anguille marbrée dans le nord du lagon de Wallis.

- Acanthuridae (chirugiens-nasons), en wallisien-futunien palagi - ume
  - Acanthurus xanthopterus (chirurgien à nageoires jaunes, chirurgien pourpre), palagi
  - Ctenochaetus striatus (poisson-chirurgien strié), pone, ma’ito
  - Naso unicornis (nason à éperons bleus), ume
- Carangidae (carangue), lupo - fuaika
  - Caranx ignobilis (carangue têtue), lupo ulu lahi - fuaikaulu lasi
  - Caranx melampygus (carangue aile bleue), lupo ului - fuaika usi
  - Caranx papuensis (carangue cuivrée), lupo hina - fauaika
  - Caranx sexfasciatus (carangue vorace), lupo malau - poopoo
  - Elagatis bipinnulata (comète saumon, coureur arc-en-ciel), nua’nua, lai moana - laifefelo
  - Scomberoides lysan (sauteur sabre), lai
  - Selar crumenophthalmus (selar coulisou), atule
- Coryphaena (coryphènes), maimai - lai moana
  - Coryphaena hippurus (mahi mahi, coryphène commune), maimai - lai moana
- Istiophoridae (marlins), hakula - sakula
  - Istiophorus platypterus (voilier de l’Indo-Pacifique), hakula la - sakula faila
  - Tetrapturus audax (marlin rayé), hakula matchitohi - hakula
- Labridae (labres, labridés)
  - Cheilinus undulatus (Napoléon, labre géant), afa’afatai
- Lethrinidae (empereurs), mu
  - Lethrinus miniatus (empereur gueule rouge), gutula, maga - gutu loloa
  - Lethrinus olivaceus (empereur gueule longue), gutu loaloa - gutu loloa
  - Lethrinus xanthochilus (empereur bec de cane), kuago - kuamo
  - Monotaxis grandoculis (empereur bossu), mu
- Lutjanidae (lutjanidés, vivaneaux), kivi - ta’elulu - utu
  - Aprion virescens (vivaneau job), utu
  - Lutjanus bohar (lutjan chien rouge), kivi - fagamea
  - Lutjanus gibbus (lutjan pagaie), ta’elulu - taetaelulu
- Mugilidae (mulets), kanahe - kanae
  - Moolgarda seheli (mulet à tache bleue), kanahe - kanae
  - Planiliza macrolepis (mulet à grandes écailles), kanahe - kanae
- Mullidae (rougets-barbets), kaloama
  - Mulloidichthys flavolineatus (capucin à bande jaune), kaloama, ‘uho’ ‘uho’ - kaloama
- Scaridae (perroquets), la’ea
  - Cetoscarus ocellatus (perroquet bicolore), la’ea
  - Chlorurus microrhinos (perroquet bleu), la’ea, homo - la’ea
  - Hipposcarus longiceps (perroquet long museau), ulafi
- Scombridae (thons, bonites, thazards), valu/atu/kata kata
  - Acanthocybium solandri (wahoo, thazard-bâtard), valu launiu
  - Gymnosarda unicolor (thon à dents de chien, bonite à gros yeux), valu nifo’i kuli - valu toe toe
  - Katsuwonus pelamis (bonite à ventre rayé, listao), atu
  - Scomberomorus commerson (thazard rayé Indo-Pacifique), kata kata
  - Thunnus alalunga (thon blanc, germon), valu moana
  - Thunnus albacares (thon jaune, albacore), valu legalega - asi asi
- Serranidae (loches, mérous), gatala, fapuku - nefu
  - Cephalopholis argus (vieille la prude), ahu afi - nefuuli
  - Epinephelus polyphekadion (loche marbrée), fapuku - nefu
- Sphyraena (barracudas, bécunes), saosao, ono - ogo
  - Sphyraena barracuda (barracuda), ono, motomoto - ogo, motomoto
  - Sphyraena qenie (bécune bandes noires), saosao - sapatu

### Note
1. ↑  Cette liste est dérivée de la liste rouge de l'UICN, qui répertorie la plupart des espèces présentes dans le monde depuis le XVIe siècle, avec en plus celles répertoriées depuis le début de l'Holocène (soit 11 700 ans av. J.‑C.). La taxonomie et la nomenclature de ces animaux, complétées par des noms vulgaires, sont basées sur celles utilisées par FishBase, SITI ou encore l'UICN.